# X Filme Creative Pool

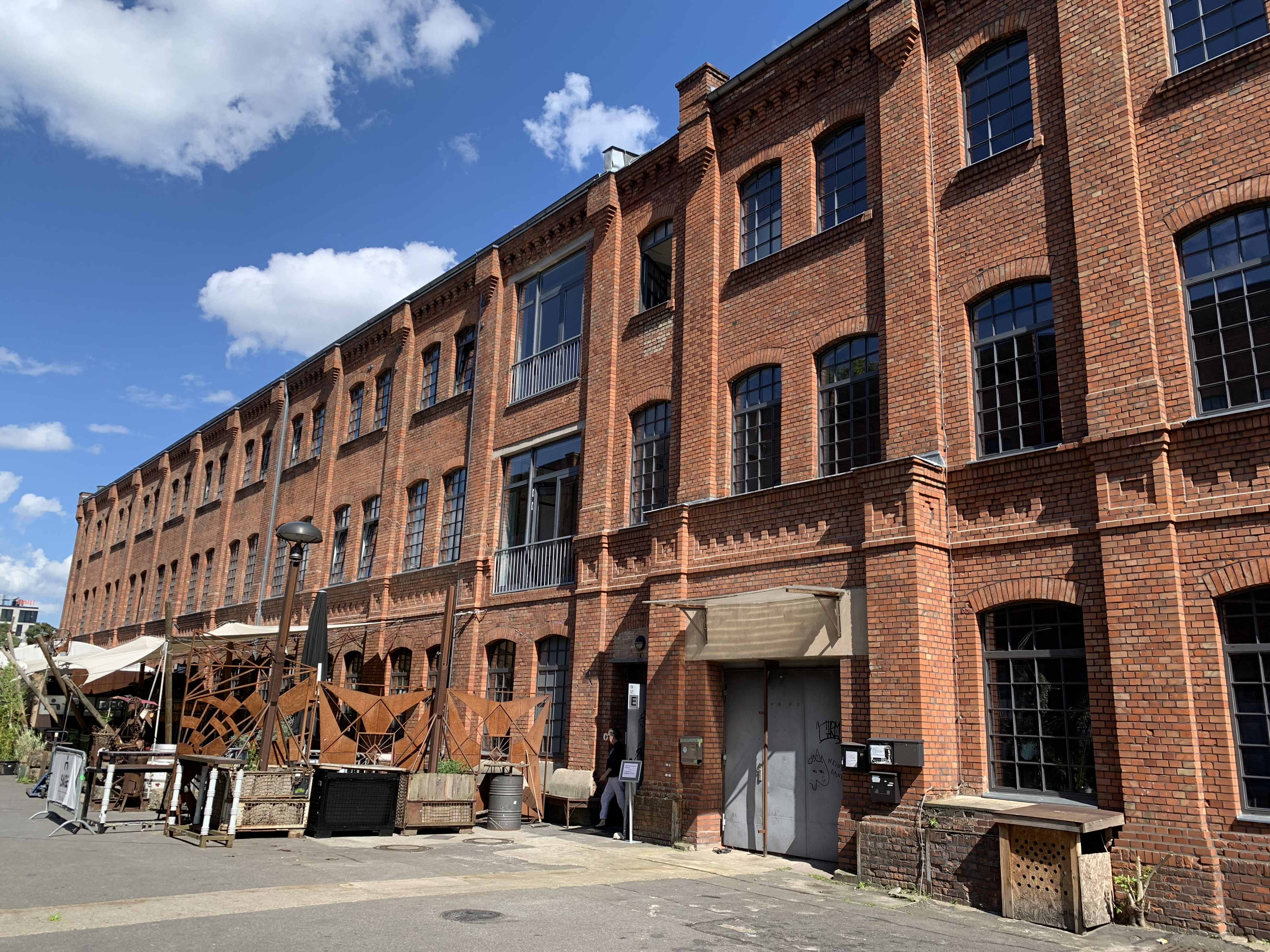
Firmensitz von X Filme Creative Pool in Berlin, 2025

X Filme Creative Pool ist eine deutsche Fernseh- und Filmproduktionsgesellschaft mit Sitz in Berlin.

## Geschichte
Gegründet wurde das Unternehmen 1994 in Berlin von den Regisseuren Tom Tykwer, Dani Levy und Wolfgang Becker und dem Produzenten Stefan Arndt. Die hinter X Filme Creative Pool stehende Idee stammt von den Gründern der United Artists. Sowohl die künstlerische, aber vor allem die wirtschaftliche Unabhängigkeit soll ein kreativeres Schaffen ermöglichen. Im Jahr 2000 wurden 50,1 % der Anteile an die Berliner Senator Film verkauft.

Gründer der X Filme
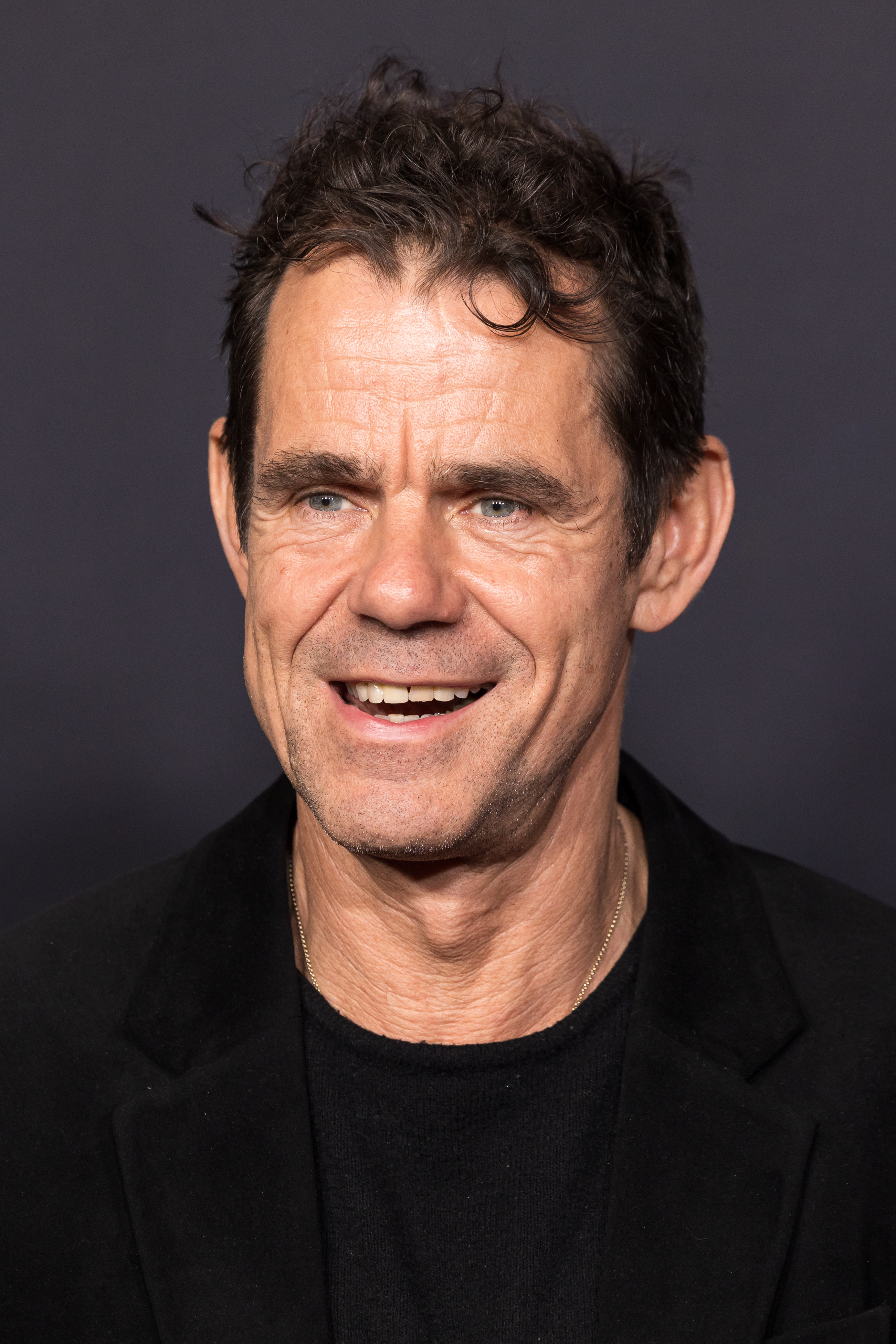
Tom Tykwer
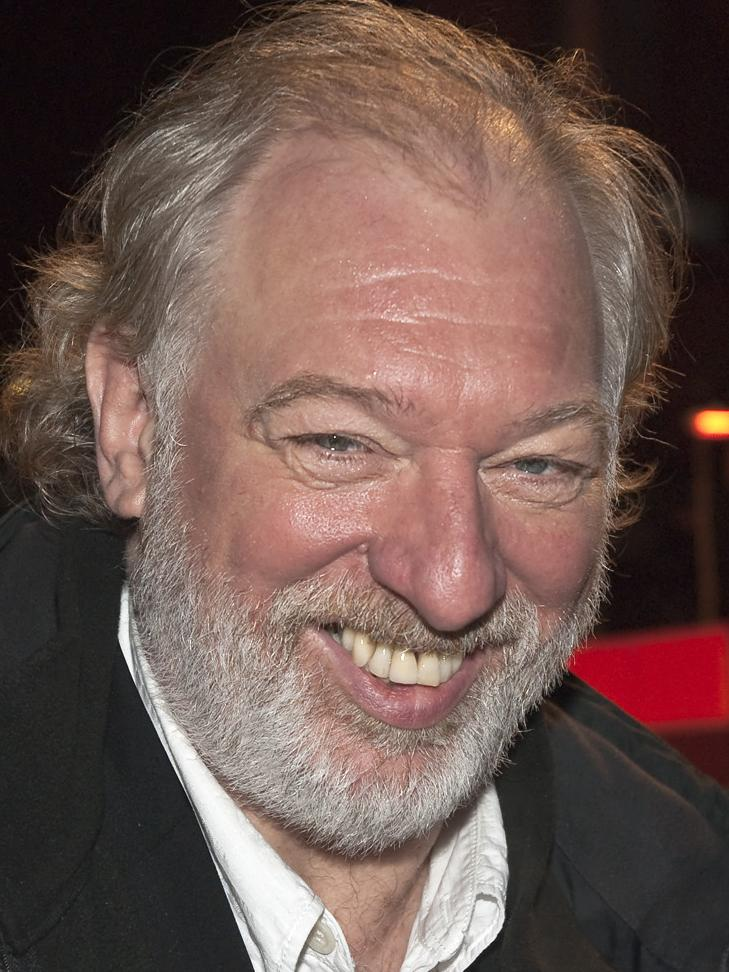
Wolfgang Becker
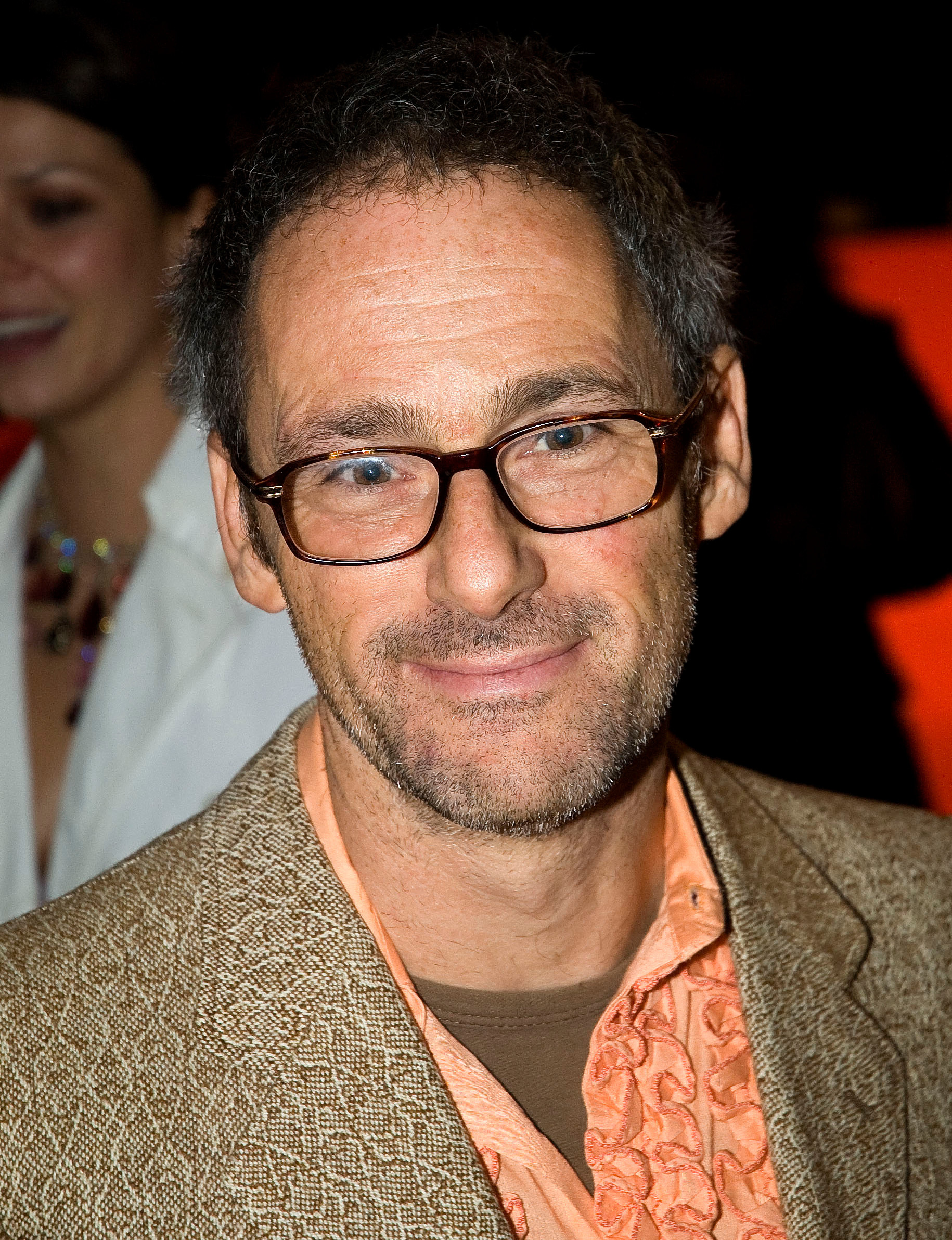
Dany Levy
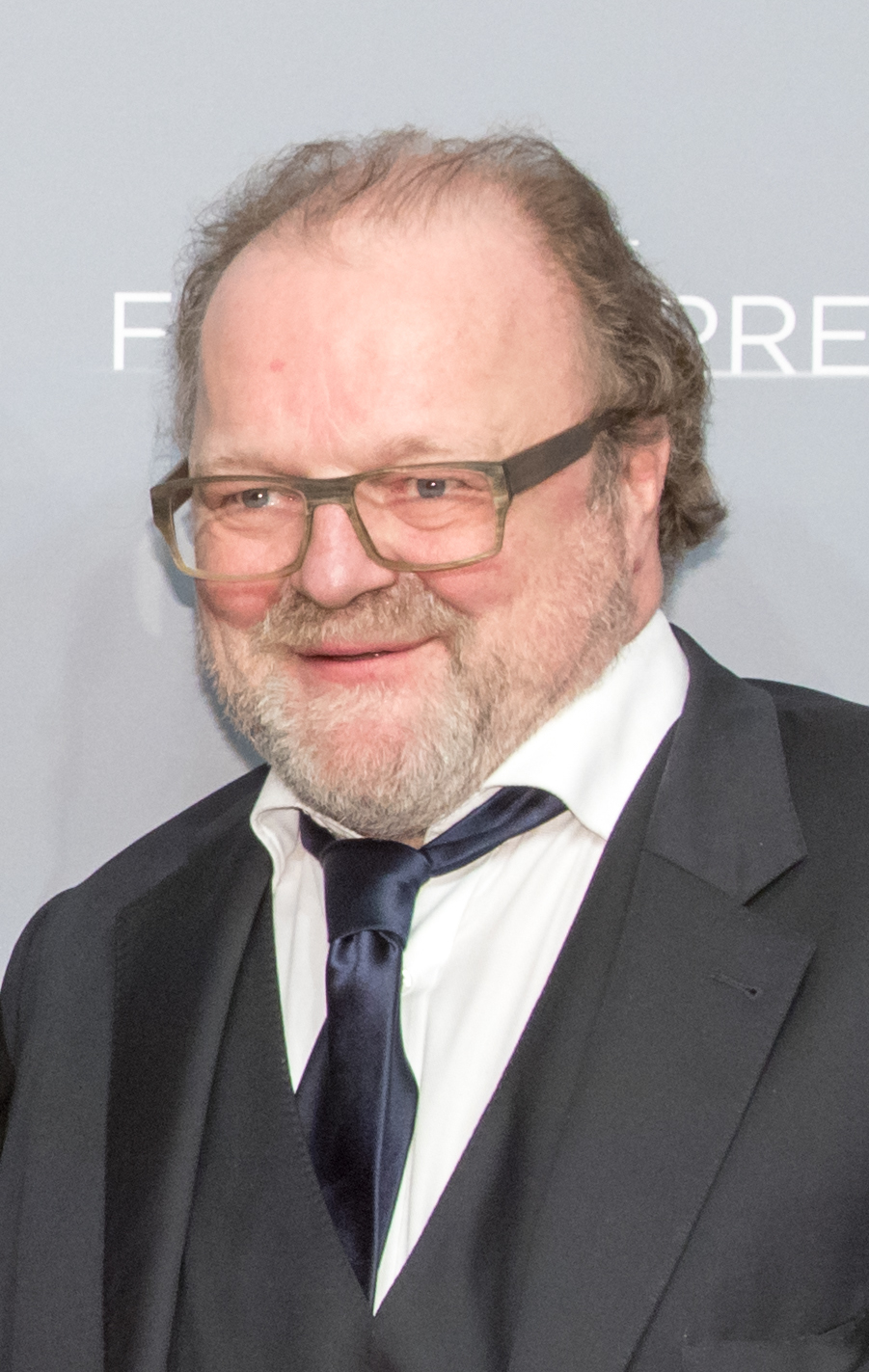
Stefan Arndt

2000 wurde der eigene Filmverleih X Verleih gegründet, der eng mit der deutschen Dependance von Warner Bros., der Warner Bros. Pictures Germany, zusammenarbeitet und auf deren Vertriebsstruktur zurückgreift. Auch im Home-Entertainment-Segment arbeitet X Filme seit Ende 2001 mit Warner Home Video zusammen und liefert die Inhalte, die WHV Deutschland und WHV Schweiz über ihre angestammten Kanäle vertreiben.
Wegen der Insolvenz der Senator Film 2004 versuchten die Partner, das Unternehmen aus der Konkursmasse zurückzukaufen. Da dies jedoch nicht gelang, gründeten Becker, Tykwer und Levy im Februar 2006 Y Filme. Im Februar 2008 gab Senator Film dann doch noch die Trennung von X Filme bekannt, die Zusammenarbeit beim Verleih wurde aber aufrechterhalten.

## Unternehmen
Geschäftsführer des Unternehmens sind Tom Tykwer und Uwe Schott (Stand: 2025).

## Filmproduktionen

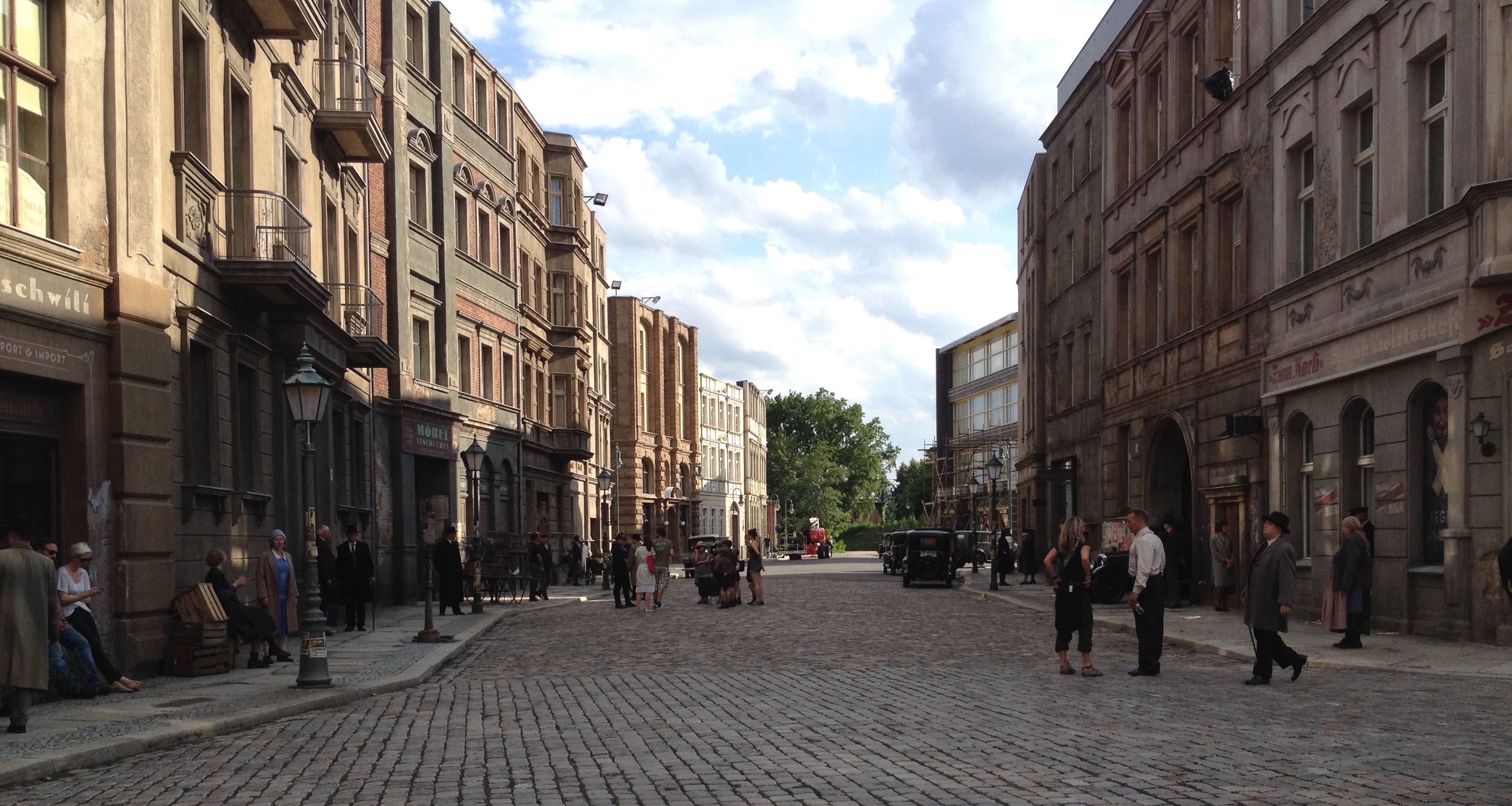
Dreharbeiten zu Babylon Berlin

Der erste Film, den die Gesellschaft 1995 produzierte, war Dani Levys Stille Nacht – Ein Fest der Liebe. 1998 wurde X Filme durch den internationalen Erfolg von Tom Tykwers Lola rennt zum Synonym für ein neues, junges deutsches Kino. Danach folgten weitere an der Kinokasse und teilweise auch bei der Filmkritik erfolgreiche Filme wie Tykwers Heaven, Beckers Good Bye, Lenin! und Levys Alles auf Zucker!.
- Stille Nacht – Ein Fest der Liebe (1995)
- Das Leben ist eine Baustelle (1997)
- Winterschläfer (1997)
- Lola rennt (1998)
- Meschugge (1998)
- Absolute Giganten (1999)
- Paul Is Dead (2000)
- Der Krieger und die Kaiserin (2000)
- Heidi M. (2001)
- Wie Feuer und Flamme (2001)
- Herz (2001)
- Heaven (2002)
- Väter (2002)
- Good Bye, Lenin! (2003)
- Der alte Affe Angst (2003)
- liegen lernen (2003)
- Was nützt die Liebe in Gedanken (2004)
- True (2004)
- Jargo (2004)
- Lautlos (2004)
- Edelweißpiraten (2004) (Koproduktion)
- En Garde (2004)
- Agnes und seine Brüder (2004)
- Alles auf Zucker! (2004)
- Der Rote Kakadu (2004)
- Underexposure (2005)
- Ich Dich auch (2005)
- Der die Tollkirsche ausgräbt (2006)
- Ein Freund von mir (2006)
- Mein Führer – Die wirklich wahrste Wahrheit über Adolf Hitler (2007)
- Goodbye Bafana (2007)
- Max Minsky und ich (2007)
- Die drei Räuber (2007)
- Liebesleben (2007)
- Meine schöne Bescherung (2007)
- Das Herz ist ein dunkler Wald (2007)
- Märzmelodie (2008)
- Funny Games U.S. (2008)
- Der Mongole (2008)
- Alter und Schönheit (2008)
- Lulu & Jimi (2009)
- Die Gräfin (2009)
- Das weiße Band – Eine deutsche Kindergeschichte (2009)
- Das Leben ist zu lang (2010)
- Drei (2010)
- Little Thirteen (2011)
- Liebe (2012)
- Nachtlärm (2012)
- Cloud Atlas (2012)
- Das finstere Tal (2014)
- Unter Gaunern (2015)
- Uns geht es gut (2016)
- Vor der Morgenröte (2016)
- Tatort: Die Wahrheit (2016)
- Wunschkinder (2017)
- Tatort: Der Tod ist unser ganzes Leben (2017)
- Happy End (2017)
- Babylon Berlin (2017)
- Tatort: Im toten Winkel (2018)
- Tatort: Blut (2018)
- Tatort: Unklare Lage (2019)
- Alfons Zitterbacke – Das Chaos ist zurück (2019)
- Die Känguru-Chroniken (2020)
- Tatort: In der Familie (2020)
- Wild Republic (2021)
- Doktor Ballouz (2021)
- Tina mobil (2021)
- Furia (2021)
- Die Känguru-Verschwörung (2022)
- Die Unschärferelation der Liebe (2023)
- Das Licht (2025)
- Die Affäre Cum-Ex (2025)